# Golfo de Carnaro
El golfo de Carnaro o golfo de Kvarner (en croata: Kvarnerski zaljev; en italiano: golfo de Quarnero) es una bahía del mar Adriático, situada entre el sur de la península de Istria y la costa croata. 
Las principales islas de la bahía son Cherso, Krk, Pag, Rab y Lošinj. Las entradas entre las islas se llaman El Pequeño Carnaro, en croata Kvarnerić. 
Esta bahía se caracteriza por su profundidad, que permite que en el puerto de Fiume (Rijeka en el vernáculo local) puedan entrar los buques de gran calado, como los petroleros.